# Александровка (Леб'яжівський округ)
Алекса́ндровка (рос. Александровка) — присілок у складі Леб'яжівського округ Курганської області, Росія.
Населення — 33 особи (2010, 71 у 2002).